# Grand-Louis l'innocent
Grand-Louis l'innocent est un roman de Marie Le Franc publié en 1925 aux éditions Rieder et ayant reçu le prix Femina en 1927.

## Éditions
- Grand-Louis l'innocent, éditions Rieder, 1925
- Grand-Louis l'innocent, éditions La Découvrance, 2006  (ISBN 978-2842654108)
- (en) The Whisper of a Name, 1928
- (de) Eva und der Einfältige. Trad. Maria Amann. C. Weller, Leipzig 1928